# Bascom (Flórida)
Bascom é uma vila localizada no estado americano da Flórida, no condado de Jackson. Foi incorporada em 1961.

## Geografia
De acordo com o United States Census Bureau, a vila tem uma área de 0,6 km², onde todos os 0,6 km² estão cobertos por terra.

### Localidades na vizinhança
O diagrama seguinte representa as localidades num raio de 24 km ao redor de Bascom. 

## Demografia
Segundo o censo nacional de 2010, a sua população é de 121 habitantes e sua densidade populacional é de 194,7 hab/km². É a localidade menos populosa do condado de Jackson, embora seja a que, em 10 anos, teve o maior crescimento populacional do condado. Possui 56 residências, que resulta em uma densidade de 90,1 residências/km².